# Дягова
Дягова́ — село в Україні,у Менській міській громаді Корюківського району Чернігівської області. Населення становить 625 осіб станом на 1.01.2018,  665 жителів – станом на 01.01.2025.
До 2016 орган місцевого самоврядування — Дягівська сільська рада.Дягівський старостинський округ Менської міської ради з 2017 р.

## Символіка

### Герб
Герб села затверджений на сесії Дягівської сільської ради 29 січня 2008 року. У рішенні з цього приводу зазначається: «Герб села у вигляді щита, на якому зображено серп та меч, що означає захист мирної праці людей, також зображено калину — символ України, дубове листя та колосся».

### Прапор
Прапор села затверджений на сесії Дягівської сільської ради 29 січня 2008 року. «Триколірний прапор села, полотнище якого зображено у вигляді колоса, що підтверджує національну приказку „ Хліб — всьому голова“, — зазначається у прийнятому депутатами рішенні. — Кольори блакитно-жовтий нагадують кольори національного прапора та, що означає мирне небо та наявність річки Дягова, червоний — участь у боях за незалежність нашої держави».

### Гімн
На сесії сільської ради 29.01.2008 р. також затверджено гімн, текст якого написав депутат, вчитель історії Олег Олегович Павленко:
«ПІСНЯ ПРО ДЯГОВУ»
Біля древньої річки село, А навколо його — хутори.
Все було у селі: щира радість і зло, І затишшя, і буйні вітри.
 Приспів
Слава предків отут ожива, Ми готові продовжить їх славу, Щоб цвіла, як троянда в садах, Дягова
І тримала козацьку булаву.
Доброзичливі люди у нас
І до праці беруться охоче.
Любим пісню і всьому свій час –
Тож співаємо з нами, хто хоче.
Приспів
Слава предків отут ожива
Ми готові продовжить їх славу, Щоб цвіла, як троянда в садах, Дягова
І тримала козацьку булаву.

## Історія

### Витоки
Уперше село Дягова згадується у письмових джерелах за 1654 рік. Але й до цього на території його центральної частини ще V-ІІІ тисячі років тому вирувало життя, стояло поселення. У VI –ІІІ ст. до н. е. місцеві поселяни збудували городище. Воно мало невелику площу (50х60 метрів). Особливого розквіту населений пункт набув у ІХ-ХІІІ ст. Тут височіла невеличка фортечка, за частоколом якої жителі ховалися у час небезпеки. На жаль, її спалили загарбники-монголи. У 1921 р. на городищі з тих часів знайдений меч ХІІ-ХІІІ ст. Село Дягова з такою назвою почало існувати орієнтовно з 1625—1626 рр. Першу письмову згадку про нього маємо у присяжних книгах Ніжинського полку за 1654 р. З них довідуємося про «уездные села» Мени, зокрема «трете село Деговая на речке Деговки» і що «в том селе поставлена ц(е)рков древеная во имя Покрова Пресв(я)тые Б(огороди)цы, у тое ц(е)ркви поп Трофим». Це джерело також дає перелік дягівських козаків, які підпорядковувалися Менській сотні: «Атоман Самойла Дяговский, Иван Гуляков…» Присягали царю тоді 20 дягівських козаків. З джерел відомо, що у 1671 р. село потрапило у рангове володіння чернігівському полковникові Івану Лисенку. Після його смерті гетьман І.Мазепа надає універсалом від 25 жовтня 1699 р. Дягову та Осьмаки молодому сину чернігівського полковника, Федору Лисенку. Діти Федора Івановича Лисенка Іван, Федір, Яким, Трофим за заповітом батька (1748 р.) отримали у Дягові 80 дворів, млин Корсуновський на два жорна.[джерело?]
Дягівські козаки брали участь у Чигиринських походах 1677—1678 рр, взятті Азова (1696 р.), Північній війні та бойових діях проти Туреччини. Після ліквідації Гетьманщини, ще у ХІХ столітті, козаки Дягови зберегли за собою соціальний статус. Так, у 1872 р. у селі до козачого стану належало 534 чоловіки та 541 жінка. За офіційними даними церковного приходу в 1810 р. у селі проживало 1402 людини, у 1830 р. — 1303, в 1850—1431 мешканців. Облікові дані за 1866 рік показують, що у селі нараховується 194 двори, у яких проживало 771 чоловік та 876 жінок За підрахунками відомого статиста Олексанра Русова, якщо у 1858 р. у Дягові було 154 двори, у 1892—396, у 1896—401, то вже у 1897 р. — 407 з 2658 місцевими жителями.[джерело?]
Під час І Світової війни 1914—1918 рр. на фронтах загинуло 15 жителів Дягови. Повними Георгіївськими кавалерами повернулися з окопів К. С. Бурка (1890 — 8.10.1969 рр.), С. М. Башлук.[джерело?]

### Роди
В 1858 р. місцева козацька громада складалася з 981 особи, які належали до таких родів: Авдієнко, Амельченко, Антоненко, Бурка, Верхогляд, Войло, Гапон, Герасименко, Голяк, Гречуха, Демченко, Захарченко, Ігнатенко, Ільяш, Калюжний, Кіяшка, Кобацький, Костомаха, Кошета (?), Крук, Крутий, Купрієнко, Купрій (?), Купченко, Лавріненко, Лесютенко, Любка, Максименко, Павленко, Петренко, Пожарський, Применко, Руденко, Сердюк, Чичка, Чумак, Шостак, Шут, Щербина, Яценко.[джерело?]

### Покровська церква
Уперше «церков древеная во имя Покрова Пресвятыя Богородицы», у якій правив «поп Трофим», згадується в «Описі малоросійських міст, містечок і сіл Білоцерківського і Ніжинського полків з переписом жителів, приведених до присяги на вірність царю Олексію Михайловичу» за 1654 р.
За описом 1748 р. метрична книга Дягови була заведена у 1722 р. Тоді у селі діяло вже, мабуть, 2 церкви, бо у 1732 згадуються два будинки попів — Райновського і Василя Васильовича. У 1735 р. був виданий для нового храму антимінс. Відомо, що у 1876 р. настоятелем церкви був священник Іоан Семенович Добрянський, а виконував обов'язки псаломника Григорій Іванович Чикилевський.
У 1896 р. невідомими майстрами зрублено зі сосни нині діючу Покровську церкву. Архітектурна пам'ятка зроблена у стилі історизму.

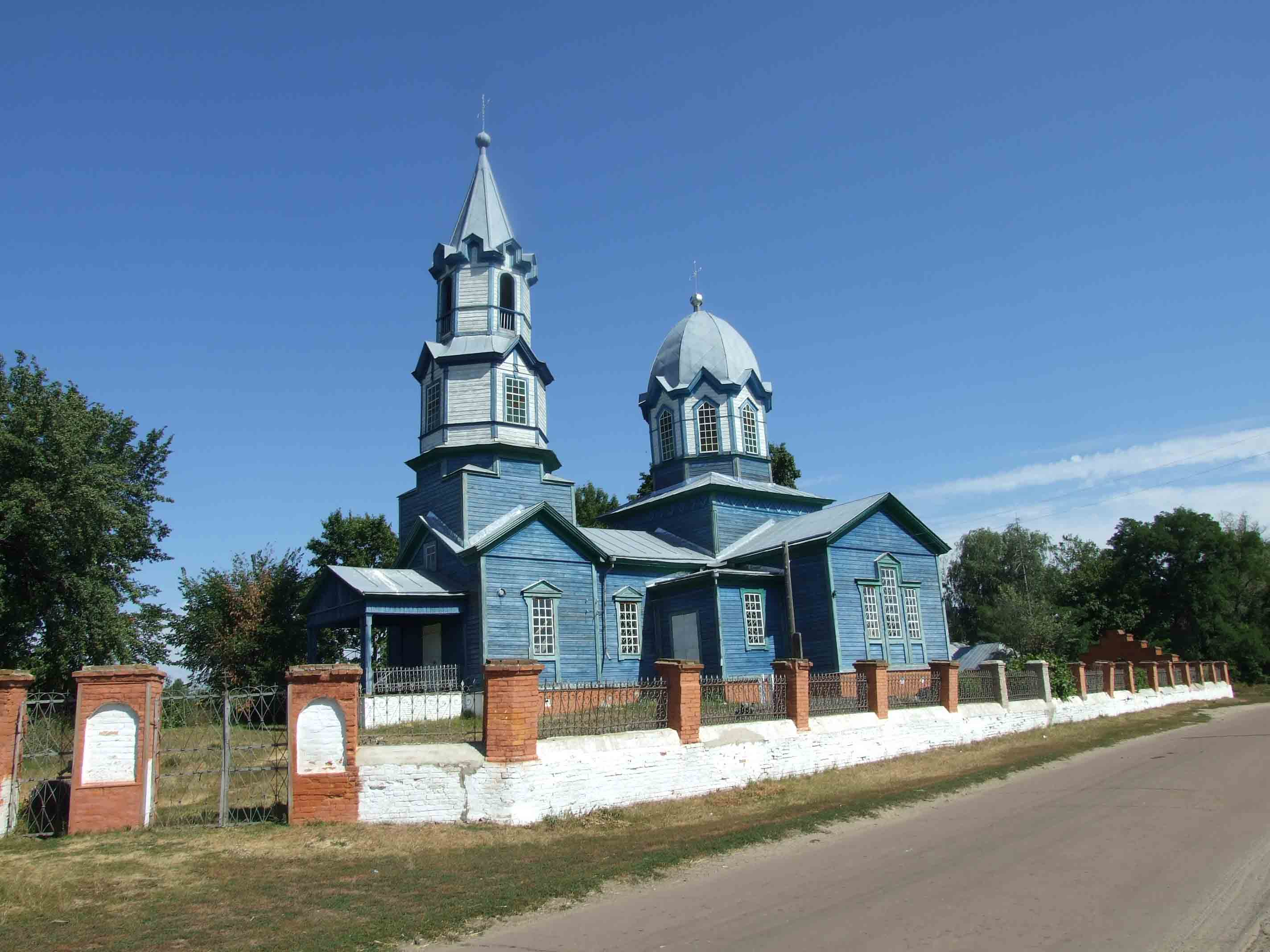
Покровська церква

Після встановлення радянської влади у 1922 р. у Дягові прихожани церкви зчинили бунт, протестуючи проти вилучення цінностей. За це священика та багатьох жителів влада репресувала. У 1930 р. Покровську церкву закрили, вирішувалося питання навіть про розібрання на будівельні матеріали. Щось завадило здійснити цей задум. У війну церква знову почала діяти. Взявся правити церковну службу Федір Макарович Крук. Однак невдовзі єпархія прислала висвяченого священика, а ініціатор відновлення роботи церкви став дяком. Згодом він поїхав вчитися у семінарію. Після приходу Червоної армії у храмі облаштували зерносклад. Зрештою громада добилася, щоб на початку 1950 –их років у Покровському храмі знову правив службу священник. Проте це не влаштовувало партійну верхівку району. Як повідомляв в Чернігівський обком КПУ 20 грудня 1968 р. секретар Менського райкому КПУ Е.Іваненко, « в селах Дягова и Городище закрыты церкви, в этих зданиях открыты историко-краеведческие музеи».
ДокладнішеПокровська церква (Дягова)

### Після 1917р.
Під час колективізації у селі розкуркулено 61 родину, померло тоді ж від голоду 28 людей. У 1937—1938 рр. 5 дягівчан розстріляли, 4 заслали у табори.
Під час Другої світової війни вивезено 71 дягівчанина у Німеччину, на фронтах загинуло 270 чоловік. Загалом у війні 1941—1945 рр. взяли участь 406 мешканців Дягови, 157 з них нагороджені бойовими орденами та медалями. Найбільш значними з них- І. К. Антоненко, П. Г. Перехожинський, Ф. С. Бурка, С. Д. Кислюк, М. А. Лущик, Д. С. Павленко.
У 1963 р. за господарством, яке перейменовано в ім. Куйбишева, рахувалося 4169 гектарів, з них ріллі 2084, сіножаті 1001, пасовищ 494, садів 82,6 гектара, лісів 316,5, непридатної землі — 177,3 гектара. У 1974 р. у колгоспі налічувалося 6 плугів, 8 сівалок, 6 зернових комбайнів, 6 картоплезбиральних комбайнів, 25 тракторів різних марок. В окремі роки механізатори, працівники ферм господарства показували зразки самовідданої праці та досягали високих результатів. Однак інфляція 1990-х років негативно вплинула на життєздатність колгоспу, а потім його правонаступника КСП, СК «Дягівське». У 2003 р. місцеве сільгосппідприємство припинило свою роботу. Незважаючи на це, колгосп ім. Куйбишева залишив своїм трудівникам, їхнім нащадкам загалом добротні асфальтівки (збудовані в 1971—1978 рр.) по селу і до автотраси Мена-Чернігів, двоповерхову школу, корівники, пожежку, дитсадок, ФАП, контору господарства.
Фермерське господарство ФГ «Бутенко», яке взяло в оренду паї селян, сьогодні є головним роботодавцем у Дягові. На різних роботах у ньому нині працює разом з членами фермерського господарства майже 50 чоловік. Фермерське господарство за останні 20 років створило потужну виробничу базу, збудовало великий молочний комплекс із найсучаснішою технологією доїння. Заслужений працівник сільського господарства Олексій Бутенко вкладає значні кошти не тільки в розвиток виробничої сфери, а й в соціальну сферу.

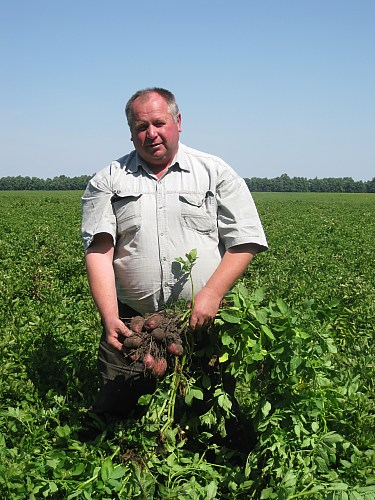
Фермер О. І. Бутенко

За його фінансування прокладено асфальтівку від центру в бік кладовища, відремонтовані дороги, підведено газопровід до села і по вулицях. За ініціативи фермера відновлено роботу дитсадка. Крім ФГ «Бутенко», у селі успішно працюють й інші фермерські (ФГ «Бутенкове» очолює Іван Бутенко) та селянські господарства, зокрема Ігоря Бурки, Миколи Максименка, Миколи Лесюти, Петра Шестака, Івана Антоненка, Олександра Конька та інших.
Завдяки активній діяльності місцевих депутатів, підприємців, інтелігенції сьогодні у Дягові функціонують середня школа, дитсадок, 4 магазини, пождепо, клуб, бібліотека, ФАП. Село, переживши важкі роки, нині розбудовує своє майбутнє, працює на стабільність у державі.
12 червня 2020 року, відповідно до розпорядження Кабінету Міністрів України № 730-р «Про визначення адміністративних центрів та затвердження територій територіальних громад Чернігівської області», увійшло до складу Менської міської громади.
17 липня 2020 року, в результаті адміністративно-територіальної реформи та ліквідації Менського району, село увійшло до складу Корюківського району.

## Населення

### Мова
Розподіл населення за рідною мовою за даними перепису 2001 року:
| Мова       | Кількість | Відсоток |
| ---------- | --------- | -------- |
| українська | 936       | 98.84%   |
| російська  | 8         | 0.85%    |
| вірменська | 3         | 0.31%    |
| Усього     | 947       | 100%     |

## Пам'ятні місця
У селі на мальовничому березі річки Дягови у 1971 році відкрито меморіальний пам'ятник на честь загиблих у Другій світовій війні дягівчан.

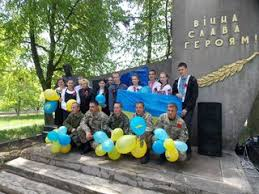

Вони не повернулися з далеких боїв та щороку у святкові дні біля їхньої символічної могили вдячні земляки кладуть квіти.

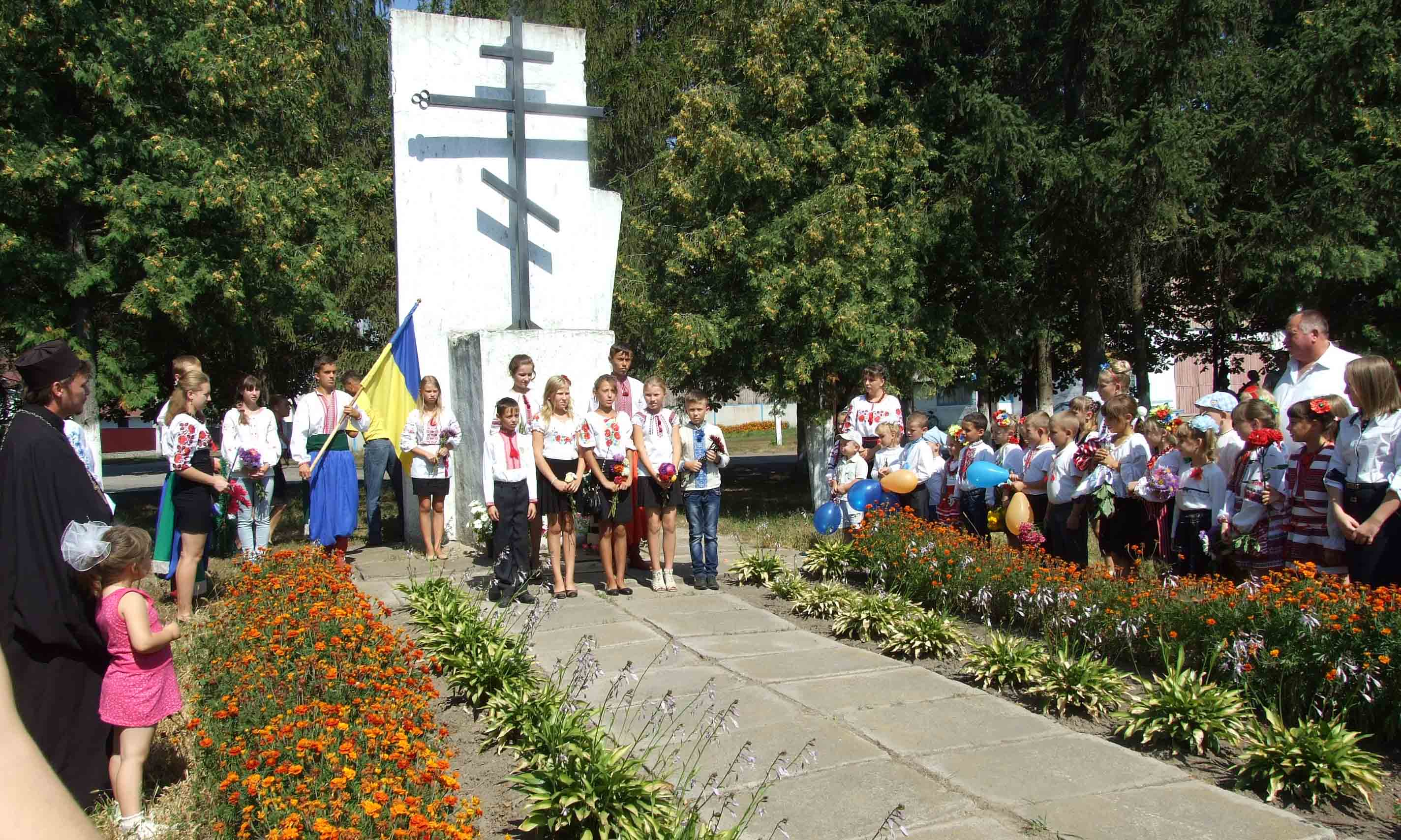
24 серпня 2015 р.

У 2014 р. уперше в Україні у центрі Дягови відкрито пам'ятник героям Небесної сотні та захисникам Української державності.

### Природа
На південь від села розташоване лісове заповідне урочище — «Чамарове».

### Мікротопоніми рідної землі
Кутки — ПІДЛУЖЖЯ (ХУТОР), ЗАРІЧЧЯ, СЛОБІДКА, СЕЛО, БОНДАРІВКА, РЕБИШІВКА (СУСАНИНА), ЛУГАНЩИНА, КАНЬОВКА, ЛЕВАДА, ДЕЄВЕ, ГАРБАРОВКА, КРУКОВА ЮЛОЧКА; урочища — ЄВДАК, ЧЕМАРОВЕ, ГОРОДОК, НАШИБАНЬКИ, ЛЯДІ; ліси — РЕБЕНКОВЕ, ДОВГЕНЬКИЙ, БАРСУКИ, ДВОРЯНЧИНЕ, ЗЕЛЕНЄВЕ, ТИТАРАВА, ЛИТОВЧЕНЕ, ХМЕЛЬКОВЕ, ВАРОВЩИНА, КРУКУВЩИНА, АНТИПЕНКОВЕ, ГЛУШКОВА, ПИТОМНИК, МОРОЗОВЕ; болота — ДЯГУВКА, ЛУЩИЧКА, ГОРІЛЕ, ГРЕБЕЛЬКА, РЕБИШОВА ШИЯ; луги — ЛОЗИ, ЯСЕНЕЦЬ, ПЕРЕВІССЯ, МИНЧУКИ, ПОЛЬОВЕ; долини — ЗАЙЦЕВА, ЖОЛОБКИ, ЦЕРКОВНА; озера — ГАЛЯКОВА РУДКА, БУЧИНСЬКА РУДКА, РОКИТНЕ; поля — АМВРОСІЙЧИНЕ, РЕБЧУНКА, БАРАНЬОВ ГРУДОК, МАГАЛЯСОВ ГРУДОК, ПАВЛИКОВ ГРУДОК, РУБАШИН ГРУДОК, ПОДИН ОКОП, КИЦИН ГРУДОК (ЯКИМАШИНЕ); рівчаки — МІЗСЬКИЙ, ПЕРДУНІВ; випас — ПАСТОЛЬНИКИ; річки — САМАРА (нема), ДЯГОВА (її частина — ПЕРЕТОК); гори — ХИМИНА, БОНДАРЕВА, ЦИПИЛІНЧИНА, ХАМАЗЕЙ.
х. Хрущів (нема).
х. Бешколів (нема).
х. Гай: вулиця — ГАЇВКА.

## Дягівська школа

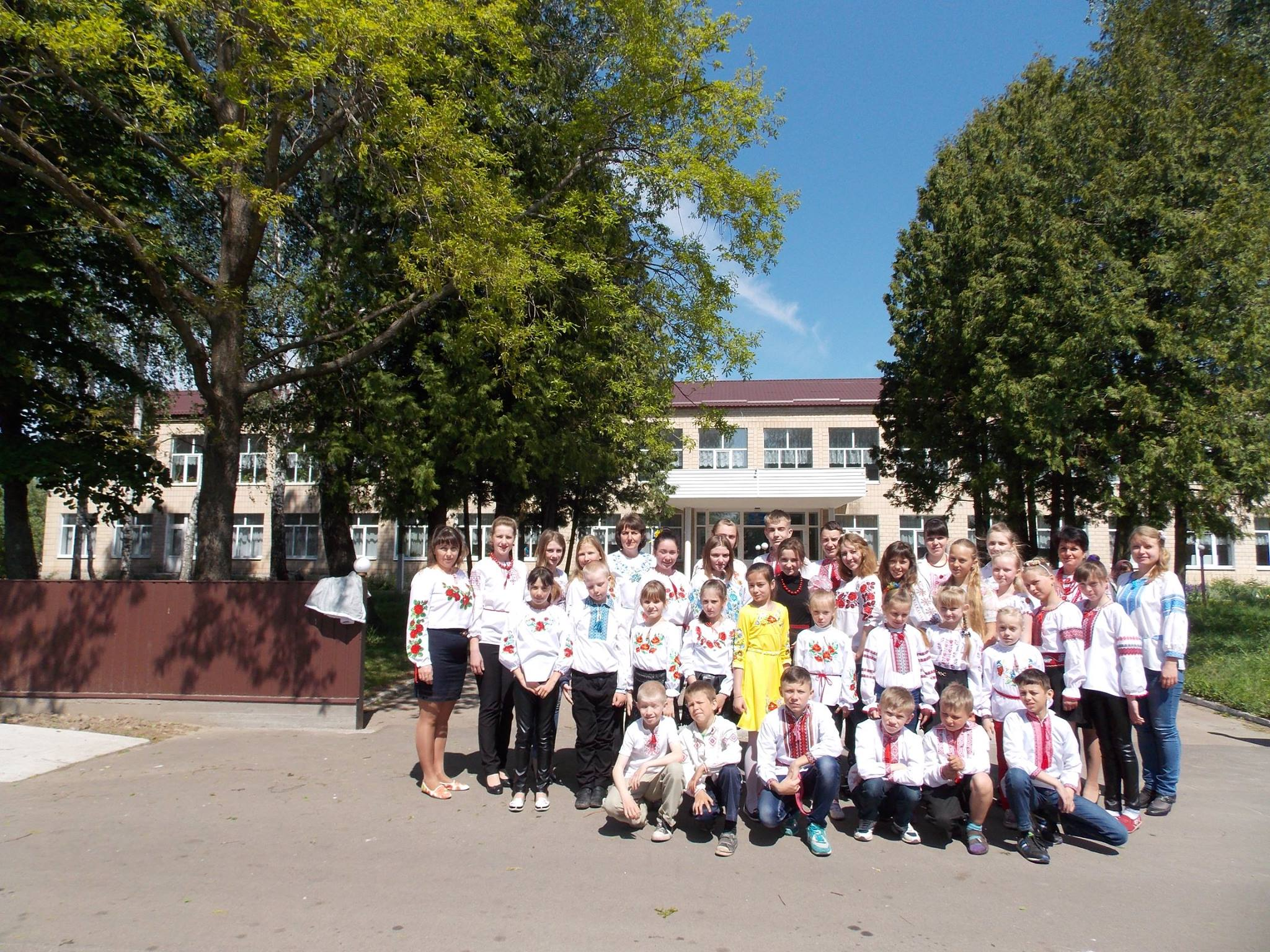
Біля школи

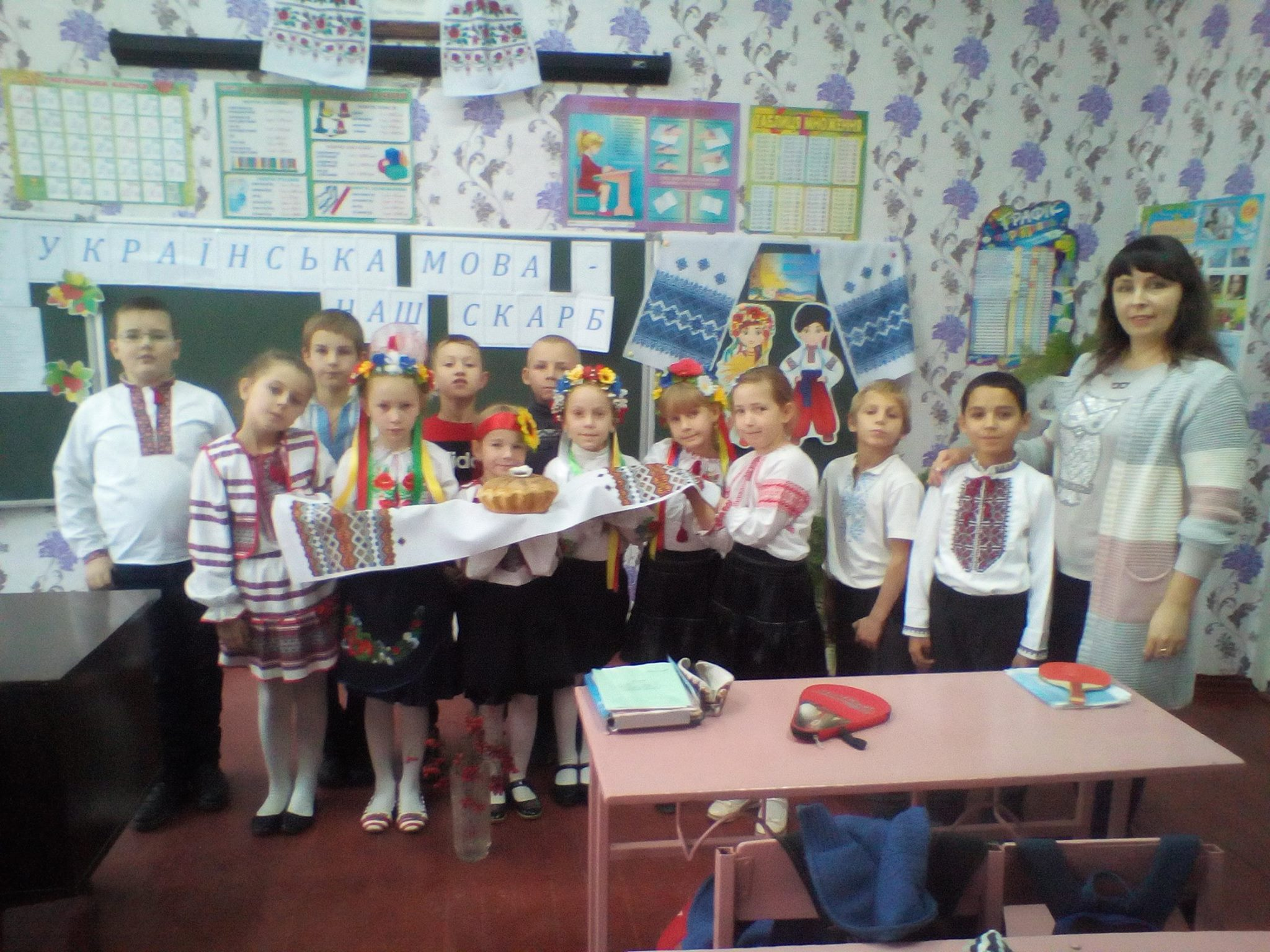
У шкільному кабінеті

Перше письмове повідомлення про наявність школи у Дягові датується 1732 р. Вона згадується у тогочасній ревізії. За реаліями тієї доби, як правило, подібні школи існували при церквах. Учили дітей грамоти церковники.
З «Картки опису санітарного стану шкіл Сосницького повіту за 1919 р.» дізнаємося, що однокласне Дягівське училище мало два приміщення — одне збудоване селянським товариством «помощию земства» у 1888 р., а друге — в 1913 р. Вони були одноповерхові, дерев'яні, мали залізний дах, цегляний фундамент. Старіше приміщення — оббите тесаними дошками, а новіше — навіть «не оштукатурено». Підлога була дерев'яна, пофарбована. В училищі нараховувалося 61 столів.
У 1919/1920 навчальний рік у Дягівській школі здобували освіту 92 хлопчика та 59 дівчаток (з них у першому класі відповідно 29 і 33, у другому-15 і 12, у третьому 22 і 12, у четвертому –20 і 2, п'ятому — 6 хлопчиків).
У 1921 р. у Дягівській школі навчався 151 учень, було 6 вчителів.
У 1963 р. у стінах десятирічки вже навчалося 300 учнів. У 1979 р. завдяки енергійним організаційним зусиллям директора школи І. Д. Снєцара побудоване нове двоповерхове приміщення школи на 300 школярів.
У 2018 р. у стінах освітнього закладу здобувало освіту 90 учнів, а 25 дітей відвідувало дитсадок.

## Воїни з Дягови, що віддали життя за Батьківщину

Лесюта Михайло Валерійович

## Лесюта Михайло Валерійович' (07.01.1997 – 11.12.2022).– оператор-радіотелефоніст розвідувального відділення 1-ї окремої танкової Сіверської бригади Оперативного командування «Північ» Сухопутних військ Збройних сил України, солдат. У 2014 році закінчив Дягівську загальноосвітню школу, у 2019 році – Харківський національний університет імені В.Н. Каразіна (місто Харків) за спеціальністю «Прикладна фізика та наноматеріали». У вересні 2022 року мобілізований до лав Збройних сил України.З осені 2022 року брав участь у боях з російськими окупантами. Воював на Новопавлівському напрямку. 11 грудня 2022 року солдат Михайло Лесюта загинув під час виконання бойового завдання поблизу села Нескучне Великоновосілківської селищної об’єднаної територіальної громади Волноваського району Донецької області. 23 грудня 2022 року похований на кладовищі села Дягова.

Крутий Віталій Олександрович

## Відомі люди

### Відзначені за трудову доблесть
У 1950-х-1960-х роках славилася у районі ланкова дягівського колгоспу «Перше травня» Ганна Никифорівна Бурко, яка одержувала з колегами по 300 центнерів цукрових буряків з гектара. У 1962 р. ланка, яку очолювала делегат XXII з'їзду КПРС Марія Никанорівна Лесюта, виростила на 10-гектарній площі по 102 центнери сухого зерна кукурудзи з кожного гектара. Загалом учасниками Виставки досягнень народного господарства у Москві було близько двадцяти дягівчан. Серед них — Наталія Терентіївна Вінніченко, Петро Семенович Крук, Петро Свиридович Крук, Григорій Іванович Чумак (30 років був бригадиром тракторної бригади, а нині очолює ветеранську організацію села).
Медаллю «За доблесну працю» у Дягові нагороджено 32 людини. Михайло Степанович Вінніченко відзначений орденом Жовтневої Революції. Орденом «Знак пошани» нагороджено голову колгоспу О. В. Павленка (двічі), трактористів В. П. Максименка, М. С. Вінніченка, орденом Трудового Червоного Прапора — ланкову У. Г. Радченко (була депутатом обласної ради), шофера М. П. Охріменка, тракториста П. П. Руденка, бригадира А. І. Гречуху. Орденом Слави трьох ступенів та медалями — тракториста М. Н. Бурку. Комбайнер І. І. Міненко нагороджений Почесною грамотою Президії Верховної Ради УРСР.
Загалом за успіхи у розвитку народного господарства нагороджено орденами і медалями близько 80-ти чоловік. Уродженець Дягови Петро Дмитрович Фещенко, працюючи у Менській райсільгоспхімії, став кавалером ордена Трудової Слави.

### Відомі випускники школи
Баран Анатолій Петрович (нар.18. 07. 1957 р.) — кандидат технічних наук, доцент, працював у Красноярському технічному інституті, був генеральним директором ВАТ «Верхньоволжськнафтопровід», нині — один із керівників в ПАТ «Лукойл-Нижнєгороднафтооргсинтез».
 Гронь Микола Андрійович (нар. 29. 03. 1950 р.) — підполковник міліції, був головою Городнянської райради та райдержадміністрації (1994—1998 рр.)
Дзюба Сергій Миколайович (нар. 23.03.1972 р.) — полковник, був начальником управління інформаційних систем при Генеральному штабі Збройних Сил України.
 Іллющенко Олександр Михайлович (нар. 29. 03. 1957 р.) працював керівником-диригентом оркестру штабу Київського військового округу, з 1991 р. по 2007 р. — диригентом зразково-показового оркестру Збройних Сил України.
 Євдокименко Микола Леонтійович (нар. 2. 05.1958 р.) — кандидат історичних наук, доцент, завідучий кафедрою загальноосвітніх технологій Гродненського обласного інституту розвитку освіти. Дисертація: «Проблемы становления и развития высшей школы Белоруссии: на материалах государственных и общественно-политических организаций (1921—1932 гг.)» (1993 р.)
 Крук Петро Свиридович (нар. 3. 03. 1943 р.). У 1992—1993 рр. був директором Чернігівської філії науково-виробничого акціонерного товариства «Нива України».
 Крутий Віталій Олександрович (нар. 14.09. 1982 р.) — директор Менського краєзнавчого музею, автор низки статей про історію Менщини.
 Лісовець Олег Васильович (нар. 2. 08. 1979 р.) — доктор педагогічних наук, професор, завідувач кафедри соціальної педагогіки і соціальної роботи Ніжинського державного університету імені Миколи Гоголя. Сертифікований експерт Національного агентства забезпечення якості вищої освіти. Засновник та керівник громадських організацій: ГО "МГО "Інтелектуальний клуб «Кліо», Чернігівського обласного осередку ГО «Ліга українських клубів „Що? Де? Коли?“. У своєму науковому доробку має біля 100 публікацій. Ставав переможцем та неодноразовим призером конкурсу „Молодий науковець року НДУ“; був стипендіатом Кабінету Міністрів України.
Манойло Григорий Михайлович  (нар. 06. 03. 1956 р.) – директор Державного підприємства „171 Чернігівський ремонтний завод“, був директором Запорізького суднобудівельного-судноремонтного заводу.
Павленко Сергій Олегович (нар.11. 09. 1955 р.) — заслужений журналіст України, історик, шеф-редактор наукового історичного журналу „Сіверянський літопис“. Лауреат премій ім. М.Коцюбинського, Б.Грінченка та інших. Нагороджений Відзнакою Президента України — Хрестом Івана Мазепи (23.02.2010) та Поче́сною гра́мотою Верхо́вної Ра́ди Украї́ни (9.11.2015). Опублікував більше 20 книг з історії України.
 Петренко Анатолій Андрійович (нар. 21. 11. 1958 р.) — кандидат педагогічних наук, доцент кафедри естетичного виховання Чернігівського національного педуніверситету ім. Т. Г. Шевченка. Викладає курси: „Дитячі ігри“, „Історія та культура міста і регіону“, „Історія українського мистецтва“. Відмінник освіти України. Тема дисертації: „Організаційно-педагогічні засади атестації керівників загальноосвітніх навчальних закладів“ (2007 р.)
 Полосьмак Геннадій Іванович (нар. 17. 01. 1948 р. — 10. 06. 2011 р.) — заслужений працівник культури України, засновник і директор Менського зоопарку (січень 1976 р. — 2000 р.).
 Теліженко (Крупеня) Людмила Вікторівна (нар. 7. 05. 1962 р.) — доктор філософських наук, викладач юридичного факультету Сумського державного університету, доцент кафедри теорії та історії держави і права. Опублікувала 2 монографії та ще близько 40 праць наукового та навчально-методичного характеру.
Шамрук Олег Павлович (нар. 28. 03. 1982 р.) — начальник факультету пробації Академії Державної пенітенціарної служби, підполковник внутрішньої служби, кандидат психологічних наук.
Шестаковська Тетяна Леонідівна (нар.10. 12. 1987 р.) — З 2021 року  -ректор Чернігівського інституту інформації, бізнесу і права ЗВО «МНТУ ім. академіка Юрія Бугая», доктор наук з державного управління, автор понад 100 публікацій у наукових журналах та 18 статей, індексованих у наукометричних базах даних.
Фещенко Валентина Петрівна (нар. 28. 02. 1960 р.) — радіожурналіст, на обласному фестивалі „Золотий передзвін Придесення“» у 2003 р. отримала звання «Кращий радіожурналіст року».

### Відомі спортсмени
Василенко Олександр Андрійович (полковник, майстер спорту з підводного орієнтування).
Пономаренко Олександр Миколайович (кандидат у майстри спорту по тенісу),
Шестак Олександр Петрович (кандидат у майстри спорту по тенісу).

### Літератори
Павленко Олег Олегович (нар.9. 08. 1960 р. — 9. 12. 2016 р.) — автор книг «Колискові» (1998 р.), «Пуд солі» (2004 р.), «Афганський лабіринт» (2008 р.), «Земляки» (2011 р.) та інших. Лауреат всеукраїнської премії ім. Володимира Кобилянського (1999 р.) за книгу «Їжачок Хрумчик». Нагороджений Грамотою Міністерства внутрішніх справ України за добірку віршів «Доля у погонах» (2002 р.).
Гречуха Микола Андрійович (нар.21.09.1961 р.) — автор збірки поезій «Канатоходець» (2010 р.)

## Родинні корені
Власова Світлана Анатоліївна (нар. 6. 06. 1984 р.) — заслужена артистка України (гурт «Червоні маки»), артистка-вокалістка академічного ансамблю пісні й танцю Національної гвардії України (батьки — випускники Дягівської СШ Анатолій Петрович Калюжний(4.10.1953) та Любов Леонтіївна Євдокименко(28.07.1955).
Кияшко Олена Олексіївна (нар. 25. 09. 1948 р.) — член Національної спілки журналістів України, була понад 20 років головним редактором обласного радіомовлення облдержтелерадіокомпанії, лауреат Всеукраїнського фестивалю телерадіопрограм «Калинові острови»2000 р., лауреат Всеукраїнських міжнародних конкурсів професіоналів ефіру 2005 року (батько дягівчанин — Олексій Михайлович Кияшко (24.08.1921 –9.05.1994).
Полторацький Всеволод Миколайович (нар.1865 р. — 1.10.1931 р.) — генерал-майор, служив при дворі Миколи ІІ, керував медичними установами Москви, знав 12 мов. Після подій 1917 р. повернувся у рідний дім, займався лікуванням дягівчан, підготовкою абітурієнтів до вступу у вищі навчальні заклади.
Пупирин Юрій Олександрович (нар.17. 09. 1977 р.) — режисер-документаліст, автор стрічок «Валера», «Саня кочегар», «Це війна, бейбі», «Кіндрат», «Хроніки недооголошеної війни», «На цій стороні землі» (мати –дягівчанка Марія Григорівна Кияшко, нар.20.08.1954).

## Чарівні узори вишивальниць
Дягова з давніх-давен славиться майстерно вишитими рушниками, скатертинами. Про це, зокрема, засвідчує зразок гаптування шовком та капітеллю, виставлений у Менському краєзнавчому музеї. Він датується XVII століттям. У Чернігівському обласному музеї ім. В.Тарновського зберігається ціла колекція робіт дягівських вишивальниць кінця ХІХ — першої половини ХХ ст. (1). Серед цього кольорового розмаїття — і рушник дягівчанки Тетяни Лавриненко, вишитий нею орієнтовно у 1920-х роках (2).
У Дягівській середній школі теж є музей, де зберігаються роботи дягівських майстринь. Їх зібрала учителька Валентина Іванівна Мельниченко.
У музеї радують око барвисті візерунки, вишиті на полотні Марією Петрівною Руденко, Любов'ю Юхимівною Кучеренко, Раїсою Андріївною Гречухою, Надією Гнатівною Чумак, Вірою Харитонівною Антоненко, Надією Андрієвною Олійник, Ніною Михайлівною Петренко, Тамарою Опанасівною Василенко, Вірою Тихонівною Калюжною, Марією Пантеліївною Брефаловою, Надією Антонівною Гапон.
У кожного з них була нелегка робота у колгоспі, та вдома — чимале господарства. Попри це — жінки пізніми вечорами бралися за нитку й голку — і творили красу. Чимало вишивальниць й досі виготовляють для себе, для рідних справжні шедеври народної творчості.
Нині у селі набула популярності вишивка бісером. Кращі зразки робіт такого плану представляють на щорічних виставках під час масових заходів Ніна Антоненко, Світлана Кияшко, Аліна Терещенко. ХІІ. Дягівські художники
Тихомиров Віталій Віталійович (нар.13.04. 1986 р.) — іконописець, закінчив у 2007 році Чернігівське духовне училище і був висвячений на священика, настоятель Свято-Покровського храму села Дягови. Його ікони прикрашають церкви Дягови, Садового, Городища, Блистови та приватні помешкання вірян.
Кожедуб Катерина Анатоліївна (нар.08.07.1991)
Лябах Людмила Анатоліївна (нар. 27.09.1991) співавтор — автори розписів стін дитсадка, магазину та інших приміщень.

## Партія дідів
Громадська організація «Партія Дідів» діє в Дягові з 2005 р. Це фактично рада старійшин, дієве об'єднання найстаріших представників громади, головним завданням якого є участь у житті села та допомога у вирішенні його проблем. Представники товариства збираються щопонеділка для обговорення злободенних питань. Проводять суботники, організовують заходи, займаються благоустроєм села. «Партія Дідів» Дягови нараховує 16 членів, серед яких люди різного віку та статусу. П'ятеро «дідів» мають вищу освіту, один із них свого часу займався серйозною науково-практичною діяльністю, решта — зі спеціальною освітою: є й ветеринарні фельдшери, й механік, і агроном, і навіть інженер. Найстаршому з них — 82, наймолодшому — 55 (3)!

## Книги про Дягову
Павленко О.О, Павленко С.О. Дягова: від минулого до сьогодення. — Чернігів: «Чернігівські обереги», 2010. — 320 с. (http://libkor.com.ua/frm/download.php?part=2&id=180)
Список козацьких родів Сосницького повіту. Частина І. Ревізькі сказки 1858 року. Зошит 1. Містечки Синявка, Стольне і села (Держархів Чернігівської обл., ф. 1011, оп. 1, спр. 90) / Уклав Є. Чернецький. — Біла Церква: Вид. О. Пшонківський, 2010. 40 с.
Село Дягова в матеріалах «Генерального опису Лівобережної України 1765—1769 рр.» / Упорядник Дмитро Казіміров. — Чернігів: Видавець Лозовий В. М., 2013. — 232 с. (http://shron1.chtyvo.org.ua/Kazimirov_Dmytro/Selo_Diahova_v_materialakh_Heneralnoho_opysu_Livoberezhnoi_Ukrainy_1765-1769_rr.pdf)
Сповідні розписи села Дягови 1746—1830 років / Упорядник Сергій Горобець. — Чернігів: Видавець Лозовий В. М., 2015. — 368 с. (http://libkor.com.ua/frm/download.php?part=2&id=355)
Бондар О. М. Планувально-топографічна структура Дягови за доби середньовіччя та модерного часу. Чернігів: Видавець Лозовий В. М., 2016. — 24 с. (http://libkor.com.ua/frm/download.php?part=2&id=354)